# Greater Arab Free Trade Area

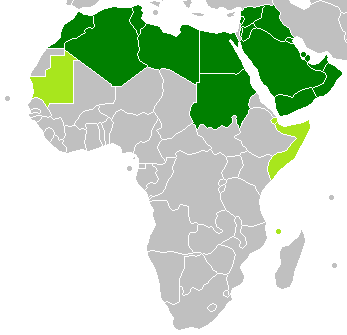
Mitgliedsstaaten (dunkelgrün) und Beitrittskandidaten (hellgrün) der GAFTA

Die GAFTA – Greater Arab Free Trade Area (arabisch منطقة التجارة العربية الحرة الكبرى, DMG Minṭaqat at-tiǧāra al-ʿarabiyya al-ḥurra al-kubrā ‚Größere arabische Freihandelszone‘) – basiert auf einem Freihandelsabkommen der Staaten der Arabischen Liga, beginnend mit dem 1. Januar 2005.
Die Freihandelszone wurde 1997 durch 14 der 22 Mitgliedsstaaten der Arabischen Liga (namentlich von Ägypten, Bahrain, Irak, Katar, Kuwait, Libanon, Libyen, Marokko, Oman, Saudi-Arabien, Sudan, Syrien, Tunesien und den Vereinigten Arabischen Emiraten) auf einem Treffen in Amman gegründet und wird seitdem vom Wirtschafts- und Sozialrat der Arabischen Liga vorangetrieben. Die Etablierung der GAFTA folgte auf die Annahme eines „Abkommens zur Ermöglichung und Entwicklung des Handels der arabischen Staaten untereinander“ (Abkommen von Tunis vom 27. Februar 1981) hin, das mit der GAFTA-Vereinbarung (Beschluss Nr. 1317 Ziffer 59 des Wirtschafts- und Sozialrates der Arabischen Liga vom 19. Februar 1997) auf einem Treffen in Amman 1997 durch 17 Mitgliedsstaaten der Arabischen Liga gebilligt wurde. Per Präsidialdekret zog Algerien im Jahr 2004 nach und wurde mit einiger Verzögerung 2009 in die GAFTA aufgenommen.
Ein wesentlicher Bestandteil des Abkommens war die kontinuierliche Senkung der Zölle zwischen Staaten der Arabischen Liga, wobei die Zölle jährlich um 10 % gesenkt wurden. Besonderes Augenmerk wurde auf die Zollsenkung bei Produkten gelegt, die originär im arabischen Raum produziert werden.
Ein Meilenstein war das Agadir-Abkommen zwischen Jordanien, Tunesien, Ägypten und Marokko vom 25. Februar 2004 (beschlossen in Rabat, Marokko) für deren weiter gefasste Regelungen in der GAFTA Ausnahmeregelungen existieren.
Der GAFTA-Wirtschaftsraum zählt mit 280 Millionen Einwohnern und einem versammelten Bruttosozialprodukt von 1,3 Billionen US-Dollar (bezogen auf 2004) zu den größten Freihandelszonen weltweit. Das Handelsvolumen der GAFTA umschließt 96 % des Handelsvolumens innerhalb Arabischen Liga und 95 % des gemeinsamen Außenhandels. Die GAFTA stellt wichtige Voraussetzungen für eine Euro-mediterrane Freihandelszone (EMFZ) bereit, wie sie im Rahmen der Europäischen Nachbarschaftspolitik bis 2010 angestrebt wird. Die Arabische Liga beschloss derweil, das Agadir-Abkommen bis 2015 auf alle 22 Mitgliedstaaten auszuweiten und bis 2025 einen gemeinsamen Wirtschaftsraum (mit zentraler Administration) zu bilden.
Aktuelle Mitgliedsstaaten sind Algerien, Bahrain, Ägypten, Irak, Jordanien, Kuwait, Libanon, Libyen, Marokko, Oman, Palästina, Katar, Saudi-Arabien, Sudan, Syrien, Tunesien, Vereinigte Arabische Emirate und Jemen.
Beitrittskandidaten sind: Komoren, Dschibuti, Mauretanien und Somalia.